# Waterkant (media)
Waterkant is een Nederlandse nieuwswebsite over Suriname en de Surinaamse diaspora. De website is gevestigd in Rotterdam en heeft een vertegenwoordiging in Suriname.
Waterkant werd op 5 maart 1999 opgericht door EtnoMedia.
Alexa plaatst de website op nummer 62 van meest bekeken websites van Suriname (stand 2018). Het oudst bewaarde nieuwsbericht op de site stamt uit augustus 2005 en gaat over de Surinaams-Nederlandse voetballer Ruud Gullit.